# Киузела (поток)
Киузела (на италиански: Chiusella, на френски: Chauselle, на пиемонтски: Ciusèla) е поток, който тече през долината Валкиузела в района на Канавезе в Метрополен град Торино, Северна Италия. Той води началото си от планината Монте Марцо и след повече от 40 км се влива в река Дора Балтеа. Периметърът на басейна му е 83 км.

## Палеогеография
Според геолозите високият хидрографски басейн на Киузела в миналото е обект на феномена на речното прихващане от Дора Балтеа. Преди около 150 хил. години Киузела надолу по течението на днешната дига Гурция тече в посока югозапад, за да се влее в потока Орко. Преди последното заледяване обаче планините в района се издигат, променяйки конфигурацията на надморската височина на района около езерото. По-големият наклон и по-ниската устойчивост на ерозия на скалите от източната страна на потока предизвикват увеличаване на ерозионната сила на малките потоци, които, спускайки се на югоизток, се вливат в река Дора Балтеа. Един от тях, премествайки върха на малкия си басейн нагоре, изкопава дълбокото дефиле, все още видимо днес по течението на езерото Гурция, и в крайна сметка прихваща Киузела. По този начин Киузела е насочен в маркирания завой надолу по течението, от който се насочва на изток и понастоящем се влива в река Дора Балтеа.

### Guje di Garavot
На около 30 км от извора интересен природен театър, който се вие из дивите гори между селата Меулиано и Аличе Супериоре, са Goje 'd Garavòt (на пиемонтски Goja / Guja означава гърло, докато Garavòt е диалектният псевдоним на дявола). Народната традиция гласи, че дяволът всъщност е намерил подслон там сред естествен пороен каньон, което е довело и до образуването на две езера с кристална вода.

## Маршрут
Киузела води началото си от склоновете на планината Монте Марцо. Той минава през Валкиузела, докосвайки общините Траверсела, Вико Канавезе, Меулиано и Аличе Супериоре. Близо до село Исильо получава основния си приток – потокът Савенка. Първо пресича прекрасните Дефилета на Гаравот в община Аличе Супериоре и след това, близо до село Видрако, е блокиран за хидроелектрически цели от язовир Гурция. Надолу по течението на язовира Киузела минава през втори участък, дълбоко вкопан в скалата, и рязко променя посоката си, завивайки на изток и насочвайки се към река Дора Балтеа. След като е заобиколен първо от автомагистрала А5, след това от Междуградски път SS26 на Вале д'Аоста и накрая от железопътната линия Аоста-Кивасо-Ивреа, потокът се влива в река Дора Балтеа в полята на Чероне – подселище на община Страмбино на 223 m надморска височина.

## Основни притоци
- Вляво:
  - Поток Дондоня
  - Поток Тарва
  - поток Берсела
  - Рио Куаля
  - Рио Рибес (навремето Ри Бес, Рио Бес).
- Вдясно:
  - Рио Спорторе
  - Рио Рикордоне
  - Рио Триейза
  - Поток Савенка.

## Наводнения
През ноември 2000 г., заедно с Дора Балтеа и Орко, Киузела предизвиква наводнения и дори сериозни опустошения.

## Мостове над Киузела
- Мостът над Киузела в подселище Киара (Фелето)
- Мостът над Киузела в подселище Фондо (Траверсела)
- Киузела под моста, водещ към Инверсо
- Мостът между Вистрорио и Исильо
- Понте дей Прети от 18 век (Страмбинело)
- Мостът на бившия път SS565 между Страмбинело и Балдисеро Канавезе